# Revenge of the Nerds II: Nerds in Paradise
Revenge of the Nerds II: Nerds in Paradise is een Amerikaanse filmkomedie uit 1987 onder regie van Joe Roth. Het is het tweede deel in de Revenge of the Nerds-filmserie.

## Rolverdeling
| Acteur                | Personage              |
| --------------------- | ---------------------- |
| Robert Carradine      | Lewis Skolnick         |
| Anthony Edwards       | Gilbert Lowe           |
| Curtis Armstrong      | Dudley "Booger" Dawson |
| Larry B. Scott        | Lamar Latrelle         |
| Timothy Busfield      | Arnold Poindexter      |
| Andrew Cassese        | Harold Wormser         |
| Courtney Thorne-Smith | Sunny Carstairs        |
| Bradley Whitford      | Roger Latimer          |
| Barry Sobel           | Stewart                |
| James Cromwell        | Mr. Skolnick           |
| Ed Lauter             | Buzz                   |
| James Hong            | Snotty                 |
| Donald Gibb           | Fred "Ogre" Palowakski |
| Tom Hodges            | Tiny                   |
| Jack Gilpin           | Mr. Comstock           |
| Michael Fitzgerald    | Pot Roast              |